# خط عرض 73° جنوب
خط عرض 73° جنوب هي إحدى دوائر العرض الجغرافية، وهي دوائر وهمية تحيط بالكرة الأرضية، وموازية لخط الاستواء، وتتميز هذه الدائرة بأن الأراضي الواقعة عليها تنتمي للمنطقة القطبية.

## حول العالم
خط عرض 73° جنوب يبدأ من خط الزوال الأولي ويتجه شرقا ويمر عبر:
| الإحداثيات                           | البلد أو الإقليم أو البحر | ملاحظات |
| ------------------------------------ | ------------------------- | --- |
| 73°0′S 0°0′E / 73.000°S 0.000°E      | القارة القطبية الجنوبية   | أرض الملكة مود, تطالب بها النرويج · الإقليم الأسترالي في القارة القطبية الجنوبية, تطالب بها أستراليا · أرض أديلي، تطالب بها فرنسا · الإقليم الأسترالي في القارة القطبية الجنوبية، تطالب بها أستراليا · منطقة روس، تطالب بها نيوزيلندا |
| 73°0′S 169°37′E / 73.000°S 169.617°E | المحيط الجنوبي            | بحر روس |
| 73°0′S 103°26′W / 73.000°S 103.433°W | القارة القطبية الجنوبية   | إقليم لا يطالب به أحد · المقاطعة التشيلية بالقارة القطبية الجنوبية، تطالب بها تشيلي |
| 73°0′S 85°46′W / 73.000°S 85.767°W   | المحيط الجنوبي            | بحر بلنغهاوزن |
| 73°0′S 79°3′W / 73.000°S 79.050°W    | القارة القطبية الجنوبية   | تطالب بها تشيلي و المملكة المتحدة (مطالبات متداخلة) |
| 73°0′S 74°17′W / 73.000°S 74.283°W   | المحيط الجنوبي            | |
| 73°0′S 73°7′W / 73.000°S 73.117°W    | القارة القطبية الجنوبية   | شبه الجزيرة القطبية الجنوبية - تطالب بها الأرجنتين و تشيلي و المملكة المتحدة (مطالبات متداخلة) |
| 73°0′S 59°48′W / 73.000°S 59.800°W   | المحيط الجنوبي            | بحر ودل |
| 73°0′S 19°21′W / 73.000°S 19.350°W   | القارة القطبية الجنوبية   | أرض الملكة مود، تطالب بها النرويج |